# JJ Capelle
Jaye Jaye Capelle (ur. 7 lub 8 stycznia 1984) – nauruański lekkoatleta, sprinter. 
Dwukrotnie odpadał w eliminacjach na 100 metrów podczas mistrzostw świata (2003 & 2007). Wystartował również na halowych mistrzostwach świata (2003), które odbyły się w Birmingham. Mimo tego, że odpadł już w eliminacjach na 60 metrów ustanowił rekord Nauru na tym dystansie – 7,30 s.

## Rekordy życiowe
- Bieg na 60 metrów (hala) – 7,30 (2003) rekord Nauru[1][2]
- Bieg na 100 metrów – 11,00 (2007) rekord Nauru (wyrównany wynik Fredericka Canona z 1998 roku)[2][3]
- Bieg na 200 metrów – 22,46 (2007) rekord Nauru[2][4]
- Bieg na 400 metrów – 52,30 (2007) rekord Nauru[2][5]